# Повіт Каванума
Пові́т Кавану́ма (яп. 河沼郡, かわぬまぐん, МФА: [kawanuma guɴ]) — повіт у префектурі Фукусіма, Японія.